# Sindaco di Cebu
Il Sindaco di Cebu (Cebuano: Punong Dakbayan sa Sugbo; inglese: Mayor of Cebu o Cebu Mayor) è l'autorità elettiva che governa la città di Cebu.
Il sindaco presiede nella City Hall ed un suo singolo mandato ha la durata di 3 anni. Come tutti i capi di governo locali nelle Filippine, è eletto tramite voto popolare e non può candidarsi per quattro mandati consecutivi. Un ex-sindaco può tuttavia tornare al potere dopo l'intervallo di un mandato. In caso di morte, dimissioni o incapacità dell'autorità, il vicesindaco è autorizzato a prenderne il posto. Il ruolo è stato creato nel 1937 con l'inaugurazione di Alfredo V. Jacinto; l'attuale sindaco è Michael Rama.

## Storia
Il 20 ottobre 1936 il Presidente Manuel L. Quezon convertì la municipalità di Cebu a charter city attraverso l'Atto del Commonwealth Nº 38: come diversi altri centri abitati dell'arcipelago filippino, infatti, anche Cebu era andata incontro a una rapida crescita demografica durante le prime decadi del XX secolo e necessitava ora di un adeguato governo locale. Mentre in precedenza il comune era gestito dal Presidente della municipalità, fu quindi istituita la carica di Sindaco, designata dal Capo di Stato attraverso la Commissione delle nomine.
Quezón selezionò come Sindaco l'esperto Alfredo V. Jacinto, originario di Gapan, che in passato aveva già svolto la funzione di tesoriere nelle province di Bulacan, Pangasinan e Leyte. Già tesoriere della città di Cebu al momento della nomina, presentò le sue dimissioni il 31 dicembre 1936 per prestare giuramento dinnanzi al Ministro degli interni Elpidio Quirino al Palazzo di Malacañan. Poiché la città fu solamente inaugurata il 24 febbraio 1937 durante il suo mandato, egli è considerato il primo Sindaco di Cebu.
Durante la seconda guerra mondiale il primo cittadino fu subordinato agli ordini dell'esercito imperiale giapponese, sino alla liberazione della città a seguito della battaglia di Cebu per mano delle forze alleate. Il Sindaco continuò ad essere nominato dal Presidente sino al 7 giugno 1955 con l'emendamento dell'Atto del Commonwealth Nº 38, attraverso il quale si concesse ai cittadini il diritto di voto per l'elezione del sindaco.
Le prime elezioni per la carica di Sindaco si svolsero l'8 novembre 1955, in concomitanza con quelle del Senato: a trionfare fu Serging Osmeña, figlio dell'ex Presidente Sergio e perciò rampollo della nota e influente famiglia Osmeña, assieme al suo vice Ramon Duterte, a sua volta membro di un clan politico locale.
Il sindaco di Cebu rimasto in carica più a lungo è Tomas Osmeña, figlio di Serging e nipote di Sergio, eletto in più occasioni tra il 1988 e il 2019, per un totale di oltre diciannove anni come primo cittadino.

## Sindaci

### Municipalità di Cebu
Di seguito è riportato l'elenco dei Presidenti della municipalità di Cebu in ordine cronologico:
| Presidente          | Mandato | Mandato | Vicepresidente    |
| ------------------- | ------- | ------- | ----------------- |
| Florentino Rallos   | 1901    | 1903    | Agapito Hilario   |
| Florentino Rallos   | 1903    | 1905    | Filemon Sotto     |
| Celestino Rodriguez | 1905    | 1907    | Luciano Bacayo    |
| Luciano Bacayo      | 1907    | 1908    | Raimundo Enriquez |
| Martin Llorente     | 1908    | 1909    | Francisco Arias   |
| Melchor Gonzalez    | 1909    | 1910    | Pedro Abarca      |
| Vicente Teves       | 1910    | 1913    | Gregorio Abendan  |
| Arsenio Climaco     | 1913    | 1916    | Fructuoso Ramos   |
| Fructuoso Ramos     | 1916    | 1920    | Rufino Lauron     |
| Fructuoso Ramos     | 1920    | 1922    | Pedro Abella      |
| Hilario Abellana    | 1922    | 1925    | Julian Alcantara  |
| Hilario Abellana    | 1925    | 1928    | Alberto Mansueto  |
| Hilario Abellana    | 1928    | 1931    | Regino Mercado    |
| Fructuoso Ramos     | 1931    | 1934    | Jose Fortich      |
| Fructuoso Ramos     | 1934    | 1937    | Julian Alcantara  |
| Fructuoso Ramos     | 1934    | 1937    | Marcos Morelos    |

### Città di Cebu
Di seguito è riportato l'elenco dei sindaci di Cebu in ordine cronologico.
| Sindaco                                               | Sindaco                       | Partito                       | Partito                                  | Mandato                       | Mandato                       | Elezione                      |
| Sindaco                                               | Sindaco                       | Partito                       | Partito                                  | Inizio                        | Fine                          | Elezione                      |
| Sindaci designati (1936–1955)                         | Sindaci designati (1936–1955) | Sindaci designati (1936–1955) | Sindaci designati (1936–1955)            | Sindaci designati (1936–1955) | Sindaci designati (1936–1955) | Sindaci designati (1936–1955) |
| ----------------------------------------------------- | ----------------------------- | ----------------------------- | ---------------------------------------- | ----------------------------- | ----------------------------- | ----------------------------- |
|                                                       | Mariano Jesús Cuenco          |                               | Partito Nazionalista                     | 28 novembre 1936              | 1º dicembre 1936              |                               |
|                                                       | Alfredo V. Jacinto            |                               | Indipendente                             | 7 gennaio 1937                | 26 novembre 1938              |                               |
|                                                       | Vicente Rama                  |                               | Partito Nazionalista                     | 26 novembre 1938              | 2 agosto 1940                 |                               |
|                                                       | Jose Delgado                  |                               |                                          | 3 agosto 1940                 | 10 aprile 1942                |                               |
|                                                       | Juan C. Zamora                |                               |                                          | 1942                          | 1944                          |                               |
|                                                       | Leandro Tojong                |                               |                                          | 1945                          | 1945                          |                               |
|                                                       | Nicolas Escario               |                               | Partito Liberale                         | 1945                          | 1946                          |                               |
|                                                       | Vicente S. Del Rosario        |                               |                                          | 1946                          | 1947                          |                               |
|                                                       | Luis V. Espina                |                               |                                          | 27 maggio 1947                | 5 settembre 1947              |                               |
|                                                       | Miguel Raffiñan               |                               | Partito Nazionalista                     | 6 settembre 1947              | 15 agosto 1951                |                               |
|                                                       | Pedro B. Elizalde             |                               |                                          | 18 agosto 1951                | 23 luglio 1952                |                               |
|                                                       | Vicente S. Del Rosario        |                               |                                          | 9 aprile 1953                 | 6 dicembre 1953               |                               |
|                                                       | Jose V. Rodriguez             |                               | Partito Nazionalista                     | 7 dicembre 1953               | 16 novembre 1955              |                               |
|                                                       | Pedro B. Clavano              |                               |                                          | 17 novembre 1955              | 30 dicembre 1955              |                               |
| Sindaci eletti direttamente dai cittadini (1955–oggi) |                               |                               |                                          |                               |                               |                               |
|                                                       | Sergio Osmeña Jr.             |                               | Partito Liberale                         | 30 dicembre 1955              | 12 settembre 1957             | Elezioni 1955                 |
|                                                       | Ramon Duterte                 |                               | Partito Liberale                         | 12 settembre 1957             | 30 dicembre 1959              | [ 4 ]                         |
|                                                       | Sergio Osmeña Jr.             |                               | Partito Liberale                         | 30 dicembre 1959              | 1º gennaio 1960               | Elezioni 1959                 |
|                                                       | Carlos Cuizon                 |                               | Partito Liberale                         | 1º gennaio 1960               | 18 settembre 1963             |                               |
|                                                       | Mario D. Ortiz                |                               | Partito Liberale                         | 18 settembre 1963             | 30 dicembre 1963              |                               |
|                                                       | Sergio Osmeña Jr.             |                               | Partito Liberale                         | 30 dicembre 1963              | 16 settembre 1965             | Elezioni 1963                 |
|                                                       | Carlos Cuizon                 |                               | Partito Liberale                         | 16 settembre 1965             | 30 dicembre 1967              | [ 5 ]                         |
|                                                       | Sergio Osmeña Jr.             |                               | Partito Liberale                         | 30 dicembre 1967              | 3 gennaio 1968                | Elezioni 1967                 |
|                                                       | Eulogio E. Borres             |                               | Partito Liberale                         | 3 gennaio 1968                | 13 settembre 1971             |                               |
|                                                       | Florencio Urot                |                               | Partito Nazionalista                     | 13 settembre 1971             | 30 dicembre 1971              |                               |
|                                                       | Sergio Osmeña Jr.             |                               | Partito Liberale                         | 30 dicembre 1971              | 17 settembre 1972             | Elezioni 1971                 |
|                                                       | Eulogio E. Borres             |                               | Panaghiusa (Partito Liberale)            | 17 settembre 1972             | 16 ottobre 1978               | [ 6 ]                         |
|                                                       | Florentino Solon              |                               | Movimento della Nuova Società            | 16 ottobre 1978               | 1º febbraio 1980              | –                             |
| 1º febbraio 1980                                      | Florentino Solon              | 1983                          | Movimento della Nuova Società            | Elezioni 1980                 |                               |                               |
|                                                       | Ronald Duterte                |                               | Movimento della Nuova Società            | 1983                          | 25 marzo 1986                 | –                             |
|                                                       | John Henry Osmeña             |                               | Partito Liberale Commissario prefettizio | 25 marzo 1986                 | 19 marzo 1987                 | –                             |
|                                                       | Jose V. Cuenco                |                               | Commissario prefettizio                  | 19 marzo 1987                 | 27 novembre 1987              | –                             |
|                                                       | Antonio R. Veloso             |                               | Commissario prefettizio                  | 27 novembre 1987              | 2 febbraio 1988               | –                             |
|                                                       | Tomas Osmeña                  |                               | PROMDI                                   | 2 febbraio 1988               | 30 giugno 1992                | Elezioni 1988                 |
| 30 giugno 1992                                        | Tomas Osmeña                  | 30 giugno 1995                | PROMDI                                   | Elezioni 1992                 |                               |                               |
|                                                       | Alvin Garcia                  |                               | PROMDI                                   | 30 giugno 1995                | 30 giugno 1998                | Elezioni 1995                 |
| 30 giugno 1998                                        | Alvin Garcia                  | 30 giugno 2001                | PROMDI                                   | Elezioni 1998                 |                               |                               |
|                                                       | Tomas Osmeña                  |                               | PROMDI                                   | 30 giugno 2001                | 30 giugno 2004                | Elezioni 2001                 |
|                                                       | Tomas Osmeña                  | Lakas                         | 30 giugno 2004                           | 30 giugno 2007                | Elezioni 2004                 |                               |
| 30 giugno 2007                                        | Tomas Osmeña                  | Lakas                         | 30 giugno 2010                           | Elezioni 2007                 |                               |                               |
|                                                       | Michael Rama                  |                               | Partito Liberale                         | 30 giugno 2010                | 30 giugno 2013                | Elezioni 2010                 |
|                                                       | Michael Rama                  | Alleanza Nazionalista Unita   | 30 giugno 2013                           | 11 dicembre 2015              | Elezioni 2013                 |                               |
|                                                       | Edgardo Labella               |                               | Barug (Alleanza Nazionalista Unita)      | 11 dicembre 2015              | 8 febbraio 2016               | [ 7 ]                         |
|                                                       | Michael Rama                  |                               | Alleanza Nazionalista Unita              | 8 febbraio 2016               | 17 maggio 2016                |                               |
|                                                       | Margarita Vargas-Osmeña       |                               | Partito Liberale                         | 17 maggio 2016                | 30 giugno 2016                | [ 8 ]                         |
|                                                       | Tomas Osmeña                  |                               | Partito Liberale                         | 30 giugno 2016                | 13 ottobre 2018               | Elezioni 2016                 |
|                                                       | Tomas Osmeña                  | Laban                         | 13 ottobre 2018                          | 30 giugno 2019                |                               | Elezioni 2016                 |
|                                                       | Edgardo Labella               |                               | Barug (PDP-Laban)                        | 30 giugno 2019                | 19 novembre 2021              | Elezioni 2019                 |
|                                                       | Michael Rama                  |                               | Barug (PDP-Laban)                        | 19 novembre 2021              | in carica                     |                               |